# Sprechen
Das Sprechen ist der Vorgang des (mündlichen) Hervorbringens von Sprache, vorwiegend in größeren zusammenhängenden Einheiten und zum Zweck der Kommunikation. Der Begriff des Sprechens geht also über die reine Artikulation von Lauten hinaus und nimmt eine umfassendere Perspektive auf die Realisierung von Sprache ein. Er kann auch Aspekte berühren wie die Existenz eines übermittelten Inhalts, die Selbstpräsentation eines Sprechers vor einer Zuhörerschaft oder das Sprechen als künstlerischen Ausdruck.
Das Sprechen als eine Art der Lautäußerung steht im Gegensatz zum Gesang; Sprechstimme und Singstimme unterscheiden sich akustisch hinsichtlich der vorkommenden Frequenzbereiche. Im Gegensatz zum Gesang kann das Sprechen auch stimmlos erfolgen (Flüstern).
Die Kommunikationsform der gesprochenen Sprache steht im Gegensatz zur geschriebenen Sprache. Im übertragenen Sinn wird die Bezeichnung Sprechen auch auf gewisse Kommunikationsformen außerhalb der Lautsprachen ausgeweitet, z. B. auf das Gebärden mit den Händen in einer Gebärdensprache.
Die wissenschaftliche Disziplin, die sich speziell mit der Erforschung des Sprechens beschäftigt, nennt man Sprechwissenschaft (in Abgrenzung zur Sprachwissenschaft).

## Grundgesetze des Sprechens
Edith Wolf und Egon Aderhold haben folgende Grundgesetze des Sprechens identifiziert: Der Sprechende muss in der Lage sein, die Spannungsverhältnisse seines Körpers bewusst kontrollieren und verändern zu können. Artikulatorische und stimmliche Fehlleistungen treten auf, wenn es zu einem erhöhten Kraftaufwand oder einer Unterspannung beim Sprechakt kommt. Um kontrollierte, sprachliche Bewegungen ausführen zu können, müssen neurologische und muskulatorische Fähigkeiten der Gelenke in den Armen, Händen und Gesichtsmuskeln gegeben sein.
Artikulatorische Phonetik beschäftigt sich mit der Artikulation von Lauten durch einen menschlichen Sprecher. Außerdem ist sie die Lehre des Aufbaus und der Funktion des Sprechapparats sowie dessen Einsatz bei der Produktion von Sprache. Durch die Atmung wird in der Lunge der für den Schall notwendige Luftdruck erzeugt. Im Kehlkopf sitzen die Stimmlippen, die die Schwingungen in der Luft erzeugen, die für den Klang verantwortlich sind. Schließlich wirkt der Rachen-, Mund- und Nasenraum (der Vokaltrakt) je nach Stellung von z. B. Gaumen oder Zunge als Filter, der den Klang weiter modifiziert. Die artikulatorische Phonetik interessiert sich insbesondere für die Rolle und Position der beweglichen Teile in Kehlkopf und Mundraum, also Zunge, Lippen, Unterkiefer, Gaumensegel (Velum) mit dem Zäpfchen (Uvula), Rachen und Glottis. Je nach Position dieser Artikulationsorgane werden unterschiedliche sprachliche Laute erzeugt. Die Phonetik spricht von verschiedenen Artikulationsstellen oder -orten, wenn sie die Orte beschreibt, an denen (Teile der) Zunge und/oder die Lippen sich befinden, wenn Konsonanten erzeugt werden. So spricht man z. B. bei den Lauten [b] oder [m] von bilabialen Lauten, weil hier die Ober- und Unterlippe bei der Lautbildung hauptsächlich beteiligt sind. Bei anderen Konsonanten wie z. B. [d] oder [g] spielt die Position der Zunge eine Rolle (dental, hinter den Oberkieferzähnen, oder velar, beim Gaumensegel).

## Die Stimme des Sprechenden
Jeder Sprecher hat eine individuelle und natürliche Sprechtonlage. Voraussetzung für ein sinn- und bedeutungsvolles Sprechen ist ein bewusster Mitteilungswille des Sprechenden. Durch eine geschulte Selbstwahrnehmung kann der Sprecher mit seinen Sprechorganen kleinste Veränderungen wahrnehmen und ausdrücken.

## Zusammenhängendes Sprechen
Zusammenhängendes Sprechen erfordert eine gewisse Gerichtetheit des Sprechenden sowie einen entsprechenden Empfangs- und Raumbezug. Der Mensch ist auf vielen Ebenen am Sprechen beteiligt. Somit lässt sich das Sprechen als komplexer Vorgang bezeichnen.
Eine Sprachstörung oder ein Sprechfehler ist eine Störung der gedanklichen Erzeugung von Sprache. Sprachaufbau und Sprachvermögen sind beeinträchtigt. Im Gegensatz dazu ist bei der Sprechstörung primär die motorische Erzeugung von Lauten betroffen. Sprach- und Sprechstörung können auch gemeinsam auftreten.

## Inneres Sprechen
Inneres Sprechen ist eine lautlose Form des Sprechens, von der angenommen wird, dass sie dem Denken, z. B. der Steuerung von Aufmerksamkeit, dient. Es gibt verschiedene Definitionen und Konzeptionen des inneren Sprechens. Unter anderem wurde dieses Konzept in den 1920er und 1930er Jahren umfassend von Lew Wygotski, einem russischen Entwicklungs- und Sprachpsychologen, diskutiert. Wygotski stellte, beeinflusst von den Arbeiten des Schweizer Entwicklungspsychologen Jean Piaget, eine Theorie zur Entwicklung und zur Funktion des inneren Sprechens auf. Hauptgedanke darin ist, dass sich inneres Sprechen aus dem äußeren, sozialen Sprechen entwickelt und dabei seine Form und Funktion gegenüber dem äußeren Sprechen verändert: Es wird lautlos, syntaktisch verkürzter und semantisch dichter und dient schließlich nicht mehr der Kommunikation mit anderen Menschen.
Definiert als ein von Sprachmuskeln begleitetes inneres Ausdrücken von Sprache wurde inneres Sprechen seit ca. 1930 experimentell untersucht. Die Muskelaktivitäten wurden mittels mechanischer und elektromyographischer Messungen nachgewiesen.
Eine Darstellung historischer Forschungen zum inneren Sprechen sowie eine kritische Auseinandersetzung mit ihnen finden sich in aktuellen psycholinguistischen Arbeiten, zum Beispiel bei Sibylle Wahmhoff und bei Anke Werani.

### Hypothesen zur Neurophysiologie des inneren Sprechens
Das Arbeitsgedächtnismodell nach A. Baddeley nimmt zur Erklärung verbaler Entscheidungsfunktionen und des Kurzzeitgedächtnisses die Existenz einer „phonologischen Schleife“, einer „zentralen Exekutivfunktion“, die auch ein Aufmerksamkeitszentrum umfasst, weiterhin das Vorhandensein eines „bildhaft-räumlichen Notizblockes“ an.
Die „phonologische Schleife“ besteht aus einem „echohaft“ arbeitenden Kurzzeitspeicher, der auch Kurzzeitgedächtnis genannt wird, und einer Wiederaufrufeinheit. Der Kurzzeitspeicher erhält Informationen für 1–2 Sekunden und wird im Wernicke-Zentrum verortet. Die Wiederaufruf-Einheit erhält Informationen durch das Wiederaussprechen mittels inneren Sprechens – ihre Aktivität wurde in dem Broca-Areal nachgewiesen. Nervenfasern aus der Broca-Region steuern die Zungen- und Kehlkopfmuskulatur. Dies sind wichtige Muskeln für die Sprachbildung. Die wiederaufgerufenen Informationen des Kurzzeitgedächtnisses können mittels der „zentralen Exekutive“ willentlich und aufmerksam verändert werden und so zum gültigen, verbalen Ausdruck werden.
Im Kurzzeitgedächtnis findet auch der Austausch von Informationen mit dem Langzeitgedächtnis und dessen emotionalen Anteilen statt. Der „bildhaft-räumliche Notizblock“ enthält bildliche Vorstellungen und örtliche Orientierungen. Beide Funktionen wirken im Grundsatz wie die phonologische Schleife: mit optischem Speicher und einer Wiederaufruffunktion für Bilder.
Die „zentrale Exekutivfunktion“ steuert sowohl automatisches als auch kontrolliertes Verhalten und wird im Stirnhirn verortet. Das automatische Verhalten basiert auf gut gelernten Gewohnheiten und Schemata. Diese Gewohnheiten und Schemata bedürfen eines „überblickenden Aufmerksamkeitssystems“, welches das Verhalten überwacht und nötigenfalls ein altes Schema durch neues, besser angepasstes Verhalten ersetzt.

### Hypothesen zum Inneren Sprechen und zur kognitiven Therapie der Depressionen und Ängste
Laut Aaron T. Beck ist inneres Sprechen in Gedankenform für die Entstehung von Depressionen und Ängsten verantwortlich. Diese automatischen Gedanken entwickeln sich, nach Beck, aus unbewussten Grundannahmen (Schemata) des Patienten, die in der aktuellen Situation aktiviert werden. In der Kognitive Verzerrung (klinische Psychologie) führen logische und empirische Fehler dazu, dass neue Erfahrungen entsprechend den Grundannahmen interpretiert werden. Es werden keine korrigierenden Erfahrungen gemacht.

## Sprechen im Schlaf
Das „Sprechen im Schlaf“ wird als Somniloquie bezeichnet. Dazu zählen ein oder mehrere klar formulierte Worte oder gemurmelte Worte im Schlaf, die zwar unverständlich sind, jedoch klar den Eindruck von Sprache vermitteln, sowie affektive, nicht sprachliche Töne wie das Lachen, Weinen, Brummen oder Wimmern.